# ワステュルジ
ワステュルジ（Uastyrdji、オセット語: Уастырджи）は、ナルト叙事詩に登場する精霊。乱暴者で、3本足の馬に乗り、獰猛な犬を従えて、空を駆け回る。海神ドン・ベッテュルの娘ゼラセに懸想していたが、全く相手にされなかったことをいつまでも根に持っていて、ゼラセの死後、墓に侵入し、不思議な鞭で打ってゼラセの死体を美しく再生させ、これと交わり、さらに自分の馬、あるいは犬にも犯させた。この結果、娘サタナ、名馬ドゥルドゥル、犬シラムが生まれたとされる。
この役割は別の版では、アナトリアの聖人である聖ジョージ
となっている。